# Christian Muomaife
Christian Chinedu Muomaife (20 dicembre 1987) è un ex calciatore nigeriano, di ruolo attaccante.

## Carriera

### Club
Muomaife giocò con la maglia del Viborg dal 2006 al 2010, quando venne ingaggiato dall'Hobro. Nel 2011 fu in forza ai faroénsi dell'ÍF Fuglafjørður.